# Greatest Hits (album de Dido)
Albums de Dido
Girl Who Got Away
(2013)
Greatest Hits est un album compilation de la chanteuse Dido, sorti le 22 novembre 2013.
L'album compile tous les singles de Dido depuis son premier album No Angel jusqu'à son dernier album en date, Girl Who Got Away. L'édition deluxe deux disques a été diffusée le 22 novembre 2013 en Irlande et comprend une nouvelle piste, NYC, ainsi qu'une collection de remixes et de collaborations. La liste des pistes a été confirmée le 9 octobre 2013.
Il s'est vendu à environ 81 000 exemplaires dans le monde, dont 61 000 au Royaume-Uni et entre 700 et 1 000 en France,.

## Liste des titres
| 1.  | Here with Me (album No Angel)                                                 | Dido, Rick Nowels                      | 4:16 |
| 2.  | Thank You (album No Angel)                                                    | Rollo, Dido                            | 3:37 |
| 3.  | Hunter (album No Angel)                                                       | Dido, R. Nowels                        | 3:57 |
| 4.  | White Flag (album Life for Rent)                                              | Dido, R. Nowels, John 'P*Nut' Harrison | 4:01 |
| 5.  | Life for Rent (album Life for Rent)                                           | Rollo, Dido                            | 3:42 |
| 6.  | Don't Leave Home (album Life for Rent)                                        | Rollo, Dido, Mike Hedges               | 3:48 |
| 7.  | Sand in My Shoes (album Life for Rent)                                        | Dido, R. Nowels                        | 5:00 |
| 8.  | Don't Believe in Love (album Safe Trip Home)                                  | Jon Brion                              | 3:54 |
| 9.  | Quiet Times (album Safe Trip Home)                                            | The Ark, Dido                          | 3:18 |
| 10. | Grafton Street (album Safe Trip Home)                                         | The Ark, Dido                          | 5:56 |
| 11. | Everything to Lose (album Sex and the City 2)                                 | Rollo, Dido, Sister Bliss              | 4:33 |
| 12. | Let Us Move On (featuring Kendrick Lamar, album Girl Who Got Away)            | Rollo, Dido                            | 4:11 |
| 13. | No Freedom (album Girl Who Got Away)                                          | Rollo, Dido, R. Nowels                 | 3:17 |
| 14. | End of Night (album Girl Who Got Away)                                        | Kurstin                                | 3:59 |
| 15. | One Step Too Far (radio edit) (Faithless featuring Dido, album Outrospective) | Rollo, Sister Bliss                    | 3:26 |
| 16. | Stan (Eminem featuring Dido, album The Marshall Mathers LP)                   | The 45 King, Eminem                    | 6:45 |
| 17. | If I Rise (with A.R. Rahman, album 127 Hours)                                 | A.R. Rahman                            | 4:39 |
| 18. | NYC (Inédit)                                                                  | Kurstin                                | 4:01 |

| Greatest Hits - Deluxe edition bonus disc | Greatest Hits - Deluxe edition bonus disc                     | Greatest Hits - Deluxe edition bonus disc | Greatest Hits - Deluxe edition bonus disc | Greatest Hits - Deluxe edition bonus disc | Greatest Hits - Deluxe edition bonus disc | Greatest Hits - Deluxe edition bonus disc | Greatest Hits - Deluxe edition bonus disc | Greatest Hits - Deluxe edition bonus disc | Greatest Hits - Deluxe edition bonus disc |
| No                                        | Titre                                                         | Productuer(s)                             | Durée                                     |                                           |                                           |                                           |                                           |                                           |                                           |
| ----------------------------------------- | ------------------------------------------------------------- | ----------------------------------------- | ----------------------------------------- | ----------------------------------------- | ----------------------------------------- | ----------------------------------------- | ----------------------------------------- | ----------------------------------------- | ----------------------------------------- |
| 1.                                        | Here with Me (Chillin' With The Family Mix)                   |                                           | 5:16                                      |                                           |                                           |                                           |                                           |                                           |                                           |
| 2.                                        | Thank You (Deep Dish Radio Edit)                              |                                           | 4:11                                      |                                           |                                           |                                           |                                           |                                           |                                           |
| 3.                                        | Hunter (M J Cole Remix)                                       |                                           | 6:08                                      |                                           |                                           |                                           |                                           |                                           |                                           |
| 4.                                        | White Flag (Timbaland Remix)                                  |                                           | 3:30                                      |                                           |                                           |                                           |                                           |                                           |                                           |
| 5.                                        | Life for Rent (Skinny 4 Rent Mix)                             |                                           | 4:55                                      |                                           |                                           |                                           |                                           |                                           |                                           |
| 6.                                        | Sand in My Shoes (Above & Beyond Radio Edit)                  |                                           | 3:21                                      |                                           |                                           |                                           |                                           |                                           |                                           |
| 7.                                        | Don't Leave Home (Gabriel & Dresden Radio Mix)                |                                           | 4:14                                      |                                           |                                           |                                           |                                           |                                           |                                           |
| 8.                                        | Don't Believe in Love (Dennis Ferrer's Objektivity Radio Mix) |                                           | 4:32                                      |                                           |                                           |                                           |                                           |                                           |                                           |
| 9.                                        | No Freedom (DJ Cobra Mix)                                     | Peter Agyagos                             | 6:20                                      |                                           |                                           |                                           |                                           |                                           |                                           |
| 10.                                       | End of Night (Cedric Gervais Remix)                           |                                           | 5:53                                      |                                           |                                           |                                           |                                           |                                           |                                           |
| 11.                                       | Go Dreaming (Mantronix Remix)                                 | Rollo, Dido                               | 4:31                                      |                                           |                                           |                                           |                                           |                                           |                                           |
| 12.                                       | Blackbird (Moguai Remix)                                      | Rollo, Dido                               | 6:46                                      |                                           |                                           |                                           |                                           |                                           |                                           |
| 13.                                       | Northern Skies (Rollo Remix)                                  | The Ark, Dido                             | 5:53                                      |                                           |                                           |                                           |                                           |                                           |                                           |
| 2:21:51                                   |                                                               |                                           |                                           |                                           |                                           |                                           |                                           |                                           |                                           |

## Classements et certifications
| Classement (2013)                             | Meilleure place |
| --------------------------------------------- | --------------- |
| Belgique (Flandre Ultratop)                   | 81              |
| Belgique (Wallonie Ultratop)                  | 61              |
| Chine (Sino Chart)                            | 18              |
| Corée du Sud (Gaon International Album Chart) | 31              |
| Écosse (Scottish Albums Chart)                | 38              |
| Espagne (Promusicae)                          | 85              |
| France (SNEP)                                 | 170             |
| Irlande (IRMA)                                | 41              |
| Royaume-Uni (UK Albums Chart)                 | 27              |
| Suisse (Schweizer Hitparade)                  | 57              |

| Région                                | Certification | Ventes/Streams |
| ------------------------------------- | ------------- | -------------- |
| Royaume-Uni (BPI)                     | Argent        | 60 000^        |
| ^Mise en rayon selon la certification |               |                |